# حکایت یک عشق
حکایت یک عشق (به ترکی استانبولی: Bir Aşk Hikayesi) یک داستان و درام عاشقانه از مجموعه تلویزیونی ترکیه‌ای است که در ۲۶ مارس ۲۰۱۳ از شبکه تلویزیونی فوکس تی وی شروع به پخش کرد.

## بازیگران
| بازیگر        | نقش        |
| ------------- | ---------- |
| سچکین اوزدمیر | علی کورکوت |
| داملا سونمز   | جیلان      |
| یاماچ تللی    | تولگا      |
| الچین سانگو   | ادا        |
| زوحل اولجای   | گونول      |